# Arzuhan Doğan Yalçındağ
Arzuhan Doğan Yalçındağ (* 1964) je turecká mediální podnikatelka. Je dcerou mediálního magnáta Aydına Doğana.

## Životopis
Po složení maturity na francouzské škole Saint-Michel v Istanbulu studovala sociologii na Boğaziçi Üniversitesi a ekonomickou pedagogiku na American University v Londýně.
Dne 1. ledna 2010 se stala, po odchodu svého otce, generální ředitelkou Doğan Yayın Holding. Byla odpovědná za rozhlasové a televizní stanice, jako Kanal D a noviny, jako Hürriyet a Milliyet. 1. ledna 2012 převzala tuto pozici její sestra Begümhan Dogan Faralyalı. Od roku 2007 do 2010 byla také předsedkyní TÜSIAD, spolku tureckých průmyslníků a podnikatelů. Je členkou představenstva Türkiye Eğitim Gönüllüleri Vakfı, vlivné nevládní organizace pro školení a vzdělávání tureckých dětí a dospívajících ve věku 6 až 17 let. Také předsedala Aydin Dogan Trust Foundation a je zakládajícím členem asociace tureckých podnikatelů KAGİDER.